# Mira (freguesia)
Mira is een plaats (freguesia) in de Portugese gemeente Mira en telt 7782 inwoners (2001).